# Řadič
Řadič je elektronická řídicí jednotka, realizovaná sekvenčním obvodem, která řídí činnost všech částí počítače. Toto řízení je prováděno pomocí řídicích signálů, které jsou zasílány jednotlivým modulům (dílčím částem počítače). Reakce na řídicí signály – stavy jednotlivých modulů – jsou naopak zasílány zpět řadiči pomocí stavových hlášení. Dílčí částí počítače je např. operační paměť, která rovněž obsahuje řadič, který je podřízen hlavnímu řadiči počítače, jenž je součástí CPU.

## Řadič mikroprogramovaný
Mikroprogramovaný řadič je řadič řízený mikroprogramem. Jedná se v podstatě o variantu sekvenčního obvodu realizovanou pomocí paměti, kdy stavové signály z jednotlivých zařízení jsou v multiplexeru transformovány na adresu a předány řídicí paměti. Na této adrese je pak uložena kombinace řídicích signálů jež se vyšlou na sběrnici.

### Mikroprogramovaný řadič horizontální
- Poměrně dlouhé mikroinstrukce, typicky ≥64 bitů.
- Řídicí signály jsou součástí mikroinstrukce.
- Jedna mikroinstrukce = jeden takt.
- Není potřeba mikroprogramový čítač protože adresa je součástí mikroinstrukce.

### Mikroprogramový řadič vertikální
V podstatě velmi zjednodušený řadič počítače, používající krátké instrukce, typicky 16 bitů.
Jedna mikroinstrukce obsahuje několik taktů:
- Čtení mikroinstrukce.
- Dekódování operačního znaku mikroinstrukce.
- Provedení mikrooperace.

### Mikroprogramový řadič diagonální
- Kompromis mezi oběma předchozími typy.
- Řídicí signály jsou prvkem mikroinstrukce.
- Jedna mikroinstrukce = jeden takt.
- Obsahuje programový čítač.

## Klasický řadič
Je realizován buď jako klasický sekvenční obvod stavovým automatem, kde jsou stavy jednotlivých signálů binárně zakódovány, nebo pomocí řídicích řetězců, kde jsou stavy signálů zakódovány v kódu 1 z n. Na takové řešení sekvenčního obvodu je sice zpravidla potřeba více klopných obvodů, nicméně není tolik náročný na kombinační logiku, neboť ke každému klopnému obvodu je připojen multiplexor který nastavuje na hodnotu 1 jen a pouze řídicí signály poplatné danému stavu.

## Shrnutí
Klasické řadiče jsou rychlejší avšak dražší (s výjimkou velmi jednoduchého zařízení). Mikroprogramový řadič je zcela jistě flexibilnější, chceme-li změnit chování řadiče, změníme program.